# Victor Saxer
Victor Saxer (* 4. April 1918 in Pfastatt; † 9. August 2004 in Rom) war ein französischer Kirchenhistoriker, christlicher Archäologe und Spezialist für frühchristliche Hagiographie.

## Leben
Von 1937 bis 1942 studierte er im großen Priesterseminar in Straßburg. Nach der Ordination am 11. Juli 1943 setzte er sein Universitätsstudium in Toulouse (1942–1945) fort, wo er ein Lizenziat in Literatur (1943–1945) und nach dem Krieg einen Doktortitel in Theologie an der Universität von Straßburg (19. Dezember 1953) erhielt. Von 1945 bis 1957 war er Professor am kleinen Seminar in Hyères. Ab dem 13. Oktober 1957 war er Priester in der Kirche S. Martin in La Crau (Var) in der Diözese Fréjus-Toulon. Im Alter von 46 Jahren zog er nach Rom, um dort ab 1964 Spezialisierungskurse am Pontificio Istituto di Archeologia Cristiana zu absolvieren, Am 17. Juni 1966 erhielt er dort sein Diplom mit summa cum laude. Am 29. Juli 1966 wurde er zum außerordentlichen Professor für Liturgie und Hagiographie am Päpstlichen Institut für christliche Archäologie und am 30. August 1969 zum ordentlichen Professor ernannt. Bis zu seiner Pensionierung im Jahr 1988 hatte er diesen Lehrstuhl inne.

## Schriften (Auswahl)
- Pères saints et culte chrétien dans l’Eglise des premiers siècles. Aldershot 1994, ISBN 0-86078-441-X.
- Sainte-Marie-Majeure. Une basilique de Rome dans l’histoire de la ville et de son église (Ve – XIIIe siècle). Rom 2001, ISBN 2-7283-0563-3.
- Santi e culto dei santi nei martirologi. Spoleto 2001, ISBN 88-7988-243-0.
- Saint Vincent, diacre et martyr. Culte et légendes avant l’an mil. Brüssel 2002, ISBN 2-87365-011-7.